# Chanteloup-les-Bois
Chanteloup-les-Bois és un municipi francès situat al departament de Maine i Loira i a la regió de País del Loira. L'any 2007 tenia 676 habitants.

## Demografia

### Població
El 2007 la població de fet de Chanteloup-les-Bois era de 676 persones. Hi havia 254 famílies de les quals 52 eren unipersonals (28 homes vivint sols i 24 dones vivint soles), 95 parelles sense fills, 99 parelles amb fills i 8 famílies monoparentals amb fills.
La població ha evolucionat segons el següent gràfic:
Habitants censats

### Habitatges
El 2007 hi havia 301 habitatges, 262 eren l'habitatge principal de la família, 15 eren segones residències i 24 estaven desocupats. 300 eren cases i 1 era un apartament. Dels 262 habitatges principals, 226 estaven ocupats pels seus propietaris, 35 estaven llogats i ocupats pels llogaters i 1 estava cedit a títol gratuït; 7 tenien dues cambres, 51 en tenien tres, 77 en tenien quatre i 127 en tenien cinc o més. 215 habitatges disposaven pel capbaix d'una plaça de pàrquing. A 113 habitatges hi havia un automòbil i a 129 n'hi havia dos o més.

### Piràmide de població
La piràmide de població per edats i sexe el 2009 era:
| Homes | Edats   | Dones |
| ----- | ------- | ----- |
| 0     | 95 o +  | 0     |
| 0     | 90 a 94 | 0     |
| 0     | 85 a 89 | 0     |
| 0     | 80 a 84 | 4     |
| 4     | 75 a 79 | 8     |
| 12    | 70 a 74 | 12    |
| 12    | 65 a 69 | 12    |
| 12    | 60 a 64 | 32    |
| 16    | 55 a 59 | 16    |
| 36    | 50 a 54 | 20    |
| 36    | 45 a 49 | 48    |
| 24    | 40 a 44 | 20    |
| 20    | 35 a 39 | 28    |
| 20    | 30 a 34 | 12    |
| 8     | 25 a 29 | 4     |
| 40    | 20 a 24 | 16    |
| 44    | 15 a 19 | 16    |
| 28    | 10 a 14 | 20    |
| 20    | 5 a 9   | 4     |
| 12    | 0 a 4   | 4     |

## Economia
El 2007 la població en edat de treballar era de 442 persones, 325 eren actives i 117 eren inactives. De les 325 persones actives 312 estaven ocupades (179 homes i 133 dones) i 13 estaven aturades (4 homes i 9 dones). De les 117 persones inactives 48 estaven jubilades, 34 estaven estudiant i 35 estaven classificades com a «altres inactius».

### Ingressos
El 2009 a Chanteloup-les-Bois hi havia 267 unitats fiscals que integraven 700 persones, la mediana anual d'ingressos fiscals per persona era de 16.272 €.

### Activitats econòmiques
Dels 22 establiments que hi havia el 2007, 1 era d'una empresa de fabricació d'altres productes industrials, 5 d'empreses de construcció, 4 d'empreses de comerç i reparació d'automòbils, 3 d'empreses d'hostatgeria i restauració, 2 d'empreses financeres, 3 d'empreses de serveis i 4 d'empreses classificades com a «altres activitats de serveis».
Dels 6 establiments de servei als particulars que hi havia el 2009, 2 eren paletes, 2 lampisteries, 1 perruqueria i 1 restaurant.
L'únic establiment comercial que hi havia el 2009 era una botiga de menys de 120 m².
L'any 2000 a Chanteloup-les-Bois hi havia 36 explotacions agrícoles que ocupaven un total de 1.274 hectàrees.

## Equipaments sanitaris i escolars
El 2009 hi havia una escola elemental.

## Poblacions més properes
El següent diagrama mostra les poblacions més properes.